# Guan Chenchen
Dans ce nom chinois, le nom de famille, Guan, précède le nom personnel.
Pour les articles homonymes, voir Guan.
Guan Chenchen (en chinois : 管晨辰 ; pinyin : Guǎn Chén Chén), née le 25 septembre 2004 à Shishou, est une gymnaste artistique chinoise. Elle remporte l'or à la poutre femmes aux Jeux olympiques d'été de 2020.

## Carrière
Aux Jeux olympiques d'été de 2020, elle participe aux qualifications de la poutre féminine où elle obtient la meilleure note (14.933) et se qualifie pour la finale. En finale, elle réalise un enchaînement qui lui vaut 14.633 et lui permet de devenir championne olympique de la discipline devant sa compatriote Tang Xijing et l'Américaine Simone Biles.

## Palmarès

### Jeux olympiques
- Tokyo 2020
  -  médaille d'or à la poutre femmes